# شهرستان هانسفورد (تگزاس)

موقعیت شهرستان در ایالت تگزاس

هانسفورد یکی از شهرستان‌های ایالت تگزاس می‌باشد.
این شهرستان در شمال این ایالت است.
جمعیت این شهرستان در سال ۲۰۱۰ میلادی معادل ۵۶۱۳ نفر بود.